# Theodore Pell
Theodore Roosevelt Pell  (Nova York, 12 de maio de 1879 - 18 de agosto de 1967) foi um tenista amador estadunidense. 
Participou dos Jogos Olímpicos de 1912, perdendo na terceira rodada